# 백수왕 고라이온
백수왕 고라이온(百獣王ゴライオン)은 1981년 3월 4일부터 1982년 2월 24일까지 일본 TV도쿄와 도에이에서 방영한 애니메이션이다. 야츠데 사부로의 원작을 애니화하였고 타구치 가츠히코가 감독을, 타카히사 스스무가 각색하였다. 총 52편으로 구성되어 있으며, 영미권에서는 《볼트론》으로 알려져 있다.
대한민국에서는 미래용사 볼트론이라는 제목으로 1993년에 MBC에서 방영되었다.

## 줄거리
고라이온은 우주에 내려오는 전설 속 동물 로봇왕으로 검정, 빨강, 녹색, 파랑, 노란 사자가 합체된 모습으로서 자신의 힘을 과시하고 상대가 많지 않자 과감하게 신(神)에게 도전하다가 오히려 신의 노여움을 받아 벌을 받은 대가로 5개로 분리, 아르티나 행성(국내명 : 아루스 왕국)에 봉인된다. 그러나 아르티나는 카르타 제국(국내명 : 가루라 제국)에 의해 점령되어 폐허가 될 위기에 처한 상황으로 행성인들은 카르타에 끌려가 노예가 되거나 구경거리가 되어 갖은 천대와 박대를 당하게 된다. 전 우주행성은 물론 지구 역시 예외없이 카르타의 지배를 받게 되어 지구인 대다수가 노예로 끌려와 구경거리가 되는 수모를 겪게 된다. 이런 와중에 카르타에 반기를 든 지구에서 온 5명의 청년들이 아르티나로 건너와서 전설의 동물 로봇왕 볼트론을 받게되어 마침내 봉인된 볼트론을 부활시키게 된다. 검정, 빨강, 녹색, 파랑, 노랑 5색빛 사자들을 조종하면서 이들은 아르티나를 위기에서 구하기 위해 카르타 제국과 맞서 싸우게 된다.

## 등장인물
- .캐릭터 이름은 원작명 / 더빙명順으로 분류.
- .성우는 일본 성우 / 한국 더빙판 성우(MBC판, 대교방송판(볼트론 특공대(3D)),비디오판)으로 분류

### 아르티나 왕국(아루스 왕국)
코가네 아키라(케이스)
지구에서 온 다섯 청년 중 한 명으로 아르티나로 건너와서 볼트론을 받게 되어 흑사자(검은 사자)를 조종하게 된다. 동시에 고라이온의 리더로서 다른 대원들을 지휘한다. 처음엔 흑사자의 열쇠가 사라져서 녹사자(녹색 사자)를 타고 싸웠다. 리더쉽이 강하고 정의를 지키려는 노력이 돋보이는 인물.
- .성우 - 이노우에 카즈히코 / 박기량(MBC) / 故 오세홍(비디오판) / 故 백순철(대교방송 볼트론 특공대)

쿠로가네 히사무(랜스)
지구에서 온 다섯 청년 중 한 명이며 나머지 청년들과 함께 아르티나로 건너왔다. 볼트론에서는 적사자(붉은 사자)를 조종하게 되었다.
- .성우 - 미즈시마 유우 / 권혁수(MBC) / 故 장정진(비디오판) / 민응식(대교방송 볼트론 특공대)

스즈이시 히로시(피지 / 페이지)
지구에서 온 다섯 청년 중 한 명이며 청년들 중 가장 나이가 어리고 몸집과 키가 작은 소년이다. 하지만 야무지고 똑똑한 성격을 가져서 전투에도 강한 편이다. 한때 단신으로 싸우다가 행방불명되어 동료들을 위험에 빠뜨리게 한 적이 있다. 대교방송 볼트론 특공대판에서는 청년의 모습으로 나오기도 하였다. 볼트론에서는 녹사자(녹색 사자)를 조종하게 되었다.
- .성우 - 노자와 마사코 / 김순선(MBC) / 최수민(비디오판) / 김영선(대교방송 볼트론 특공대)

시로가네 타카시(스벤)
지구에서 온 다섯 청년 중 한 명으로 다른 청년들과 함께 아르티나로 건너와 볼트론을 받게 되었다. 볼트론에서는 청사자(푸른 사자)를 조종하게 되었으나 나중에 가서 마녀 호네르바의 함정에 빠져 죽게 되나 미국판
에서는 부상을 당하다가 다시 등장한다.
- .성우 - 나카오 류세이 / 신성호(MBC) / 이정구(비디오판) / 신한호(대교방송 볼트론 특공대)

세이도 츠요시(헝크)
지구에서 온 다섯 청년 중 한 명으로 아르티나로 건너와 볼트론을 받게 되었다. 청년들 중 몸집이 크고 힘이 센 편이며 볼트론에서는 황사자(노란 사자)를 조종하게 되었다.
- .성우 - 겐다 텟쇼 / 故 이도련(MBC) / 故 엄주환(비디오판) / 전광주(대교방송 볼트론 특공대)

파라 공주(알루라 / 앨로라)
아르티나 왕국의 공주이자 마지막 남은 왕족이며 어린 시절 카르타 제국이 아르티나를 침략하자 부모님을 잃고 왕국 병사 라이블의 손에서 자랐다. 후에 타카시(스벤)가 죽거나 미국판에서 부상을 입은 그를 대신하여 스스로 청사자(푸른 사자)를 조종하게 되고 볼트론 일원으로 합류하여 카르타 제국과 맞써 싸운다. 볼트론에서는 청사자(푸른 사자)를 조종하게 되었다.
- .성우 - 우카이 루미코 / 황미영(MBC) / 김성희(비디오판) / 윤미나(대교방송 볼트론 특공대)

라이블(코란)
아르티나 왕국의 병사로 15년 전 갓난아기였던 파라 공주를 키워왔으며 파라 공주를 보좌하면서 카르타 제국과 맞서 싸운다.
- .성우 - 후지시로 유지 / 박태호(MBC) / 박상일(비디오판)

라이몬 왕
아르티나 왕국의 전 국왕이자 파라 공주의 아버지. 가끔 모습을 드러내기도 하여 공주와 볼트론 대원들에게 조언을 해주기도 한다.
- .성우 - 츠지무라 마히토 / 김명수

히스
파라 공주의 시중을 담당하는 시녀.
- .성우 - 아오키 카즈요

### 카르타 제국(가루라 제국)
다이바자르(자르콘 / 자칸)
카르타 제국의 왕으로 전 우주를 지배하는 것을 꿈꾸고 있으며 타국을 차례로 침략하여 행성인들은 모조리 노예로 만들었다. 그러나 고라이온에 의해 계획이 좌절되고 결국은 아들 싱크라인(로토)에게 왕위까지 찬탈당한다.
- .성우 - 토미타 코세이 / 김기현(MBC) / 故 김현직(비디오판) / 박지훈(대교방송 볼트론 특공대)

싱크라인(로토 / 로토스)
카르타 제국의 왕자이자 다이바자르의 아들. 아버지못지 않게 우주지배를 꿈꾸고 있으며 특히 알루라를 사모하여 알루라를 자신의 노예나 왕자비로 만들려고도 한다. 알루라를 잡아내고 고라이온을 없애기 위해 온갖 수단을 총동원하였지만 번번이 실패하였다. 후에 아버지를 쫓아내고 '싱크라인 왕(로토 왕)' 이 되어 카르타 제국을 이끈다.
- .성우 - 카미야 아키라 / 이종혁(MBC) / 김관철(비디오판) / 안지환(대교방송 볼트론 특공대)

호네르바(헤라)
다이바자르의 부하이자 온갖 마법으로 악행을 저지르는 늙은 마녀. 다이바자르의 뜻에 맞춰서 아르티나 왕국을 침략하였지만 고라이온에 의해 번번이 실패하였다. 다이바자르가 싱크라인의 계략에 빠져 죽자 자신이 다이바자르의 어머니라는 사실과 싱크라인의 출생의 비밀을 폭로하고 죽는다.
- .성우 - 노자와 마사코 / 김순선(MBC) / 최수민(비디오판)

### 그 외 캐릭터
아미우 공주(로멜 공주)
아르티나 별의 쌍둥이별인 헤라클래스별의 공주. 외모상 금발에 푸른 눈동자를 가진 모습이 파라 공주와 닮아있어서 쌍둥이처럼 보인다. 이 때문에 싱크라인에게 납치되어서 파라 공주 대신에 수난을 받게되었다가 나중에 탈출하는데 성공한다. 이후로는 시로가네 료와 합류하여 카르타 제국에 맞서 싸운다. 한편으로 시로가네 료를 사랑하고 있었다.

###### 아로 왕자(반도 왕자)
헤라클래스 별의 왕자이자 아미우 공주의 남동생. 누나인 아미우 공주를 따르고 있으며 처음에는 카르타의 싱크라인에 대해서 존경심을 나타냈지만 그가 누나를 납치하자 볼트론과 동맹하며 누나를 구하고 카르타 제국에 맞서 싸운다.

###### 삼손 왕자
헤라클래스 별의 왕자이자 아미우 공주의 오빠이자 아로 왕자의 형. 싱크라인과 맞서 싸우게 되었다가 그에 의해 죽게된다.

###### 헤라클래스 왕
헤라클래스 별의 왕이자 삼손, 아미우, 아로의 아버지. 처음에는 싱크라인을 극진히 환대하였지만 나중에 그가 장남인 삼손 왕자를 살해하면서 싱크라인과 교전하였다가 그에 의해 참살된다.

###### 시로가네 료(료)
시로가네 타카시(스밴)의 동생. 죽은 형 시로가네 타카시를 닮아있으며 우연히 아미우 공주를 만나서 그녀와 관계를 접하게 된다. 이후 형의 원수를 갚기위해 고라이온과 합류하여 카르타 제국에 맞선다.

### 볼트론 사자
흑사자(검은 사자 / 블랙 라이온)
볼트론의 머리와 가슴부분으로 변신하는 사자로봇으로 바탕색은 검은색이다. 공중형 사자로봇으로 등에서 날개가 나와서 하늘을 날기도 한다. 번개의 힘을 원천으로 하였으며 볼트론 탑 위에서 출격한다.
적사자(붉은 사자 / 레드 라이온)
볼트론의 오른손으로 변신하는 사자로봇으로 바탕색은 빨간색이다. 화력형 사자로봇으로 땅 속에서도 싸울 수 있다는 특기가 있다. 불의 힘을 원천으로 하였으며 용암 속에서 출격한다.
녹사자(녹색 사자 / 그린 라이온)
볼트론의 왼손으로 변신하는 사자로봇으로 바탕색은 초록색이다. 밀림형 사자로봇으로 점프력이 뛰어나다. 바람의 힘을 원천으로 하였으며 숲 속에서 출격한다.
청사자(푸른 사자 / 블루 라이온)
볼트론의 오른발로 변신하는 사자로봇으로 바탕색은 파란색이다. 수중형 사자로봇으로 깊은 물 속까지 파고 갈 수 있다. 물의 힘을 원천으로 하였으며 호수 물 속에서 출격한다.
황사자(노란 사자 / 옐로 라이온)
볼트론의 왼발로 변신하는 사자로봇으로 바탕색은 노란색이다. 육상형 사자로봇으로 땅 속 깊숙이 파고 갈 수 있다. 땅의 힘을 원천으로 하였으며 사막에서 출격한다.

### 고라이온(볼트론)
고라이온(볼트론)은 흑, 적, 녹, 청, 황색의 다섯 사자가 한 몸이 되어 합체한 로봇이다. 본래 전설 속에서 자신의 힘을 과시하여 신(神)에게 덤비다가 오히려 신에 노여움을 사게 되어 5색의 사자로 몸체가 분리되어 아르티나 왕국(아루스 왕국)에 봉인되었다가 지구에서 온 다섯 청년들에 의해 부활하게 되었다. 머리는 검은 사자가 맡았으며 입 속에는 볼트론의 얼굴이 나타나있고 오른쪽 팔은 붉은 사자가, 왼쪽 팔은 녹색 사자가, 오른쪽 다리는 푸른 사자가, 왼쪽 다리는 노란 사자가 합체되어 맡았다. 가슴에는 아루스 왕국의 국장이 붙어있다.